# Штайниц, Юваль
Юваль Штайниц (ивр. יובל שטייניץ‎) — израильский политический деятель, Министр национальной инфраструктуры, энергетики и водоснабжения Израиля.

## Биография
Юваль Штайниц родился в 1958 году, в Рамот-ха-Шавим. Получил научную степень доктора философии в Тель-Авивском университете. Преподавал в Хайфском университете. Автор нескольких книг по философии. Юваль Штайниц был членом лево-либерального движения «Мир Сейчас» (שלום עכשיו), но после соглашений в Осло изменил свои взгляды и присоединился к партии Ликуд.
В 1983, участвуя в шествии «Мир сейчас», был ранен взрывом ручной гранаты, которую бросил правый активист. При этом были ранены ещё несколько манифестантов, а один демонстрант погиб.
После выборов 1999 года впервые избрался в Кнессет. Был членом различных парламентских комиссий, в том числе председателем комиссии по внешним делам и обороне. В 2009 году, после очередных выборов, назначен министром финансов Израиля, в правительстве Биньямина Нетаньяху.
После победы партии Ликуд на выборах 2013 года назначен Министром разведки Израиля (с совмещением поста Министра стратегического планирования). В 2015 году утвержден в должности Министра национальной инфраструктуры (с совмещением должности Министра водоснабжения и энергетики).